# جيرالد كوربيت
جيرالد كوربيت (بالإنجليزية: Gerald Corbett)‏ هو شخصية أعمال بريطاني، ولد في 7 سبتمبر 1951.